# Schorndorf (Badenia-Wirtembergia)
Schorndorf – miasto w Niemczech, w kraju związkowym Badenia-Wirtembergia, w rejencji Stuttgart, w regionie Stuttgart, w powiecie Rems-Murr, siedziba wspólnoty administracyjnej Schorndorf. Leży nad rzeką Rems, ok. 15 km na wschód od Waiblingen, przy drodze krajowej B29 i linii kolejowej Stuttgart–Aalen.

## Współpraca
Miejscowości partnerskie:
- Bury, Wielka Brytania
- Dueville, Włochy
- Kahla, Turyngia
- Radenthein, Austria (kontakty utrzymuje dzielnica Weiler)
- Tulle, Francja
- Tuscaloosa, Stany Zjednoczone